# Mabrouk Zaid
Mabrouk Zaid (Riad, Arabia Saudita; 11 de febrero de 1979) es un exfutbolista saudita. Jugaba de guardameta.

## Biografía
Actualmente es el portero titular del Al-Ittihad, equipo con el que ha ganado tres Ligas y dos Ligas de Campeones de la AFC.

### Selección nacional
Ha sido internacional con la selección de fútbol de Arabia Saudita en 45 ocasiones.

### Participaciones en Copas del Mundo
Fue convocado para la Copa Mundial de Fútbol de Corea y Japón de 2002, aunque no llegó a disputar ningún partido, aunque para el Mundial de 2006 fue el guardameta titular en los tres partidos de su selección en el Grupo H.

## Clubes
- Al-Riyadh - (Arabia Saudita) 1998-2000
- Al-Ittihad - (Arabia Saudita) 2000-2015

## Títulos

### Campeonatos nacionales
- 3 Ligas saudíes (Al-Ittihad)

### Copas internacionales
- 2 Ligas de Campeones de la AFC (Al-Ittihad, 2004 y 2005)